# O la borsa o la mia vita
O la borsa o la mia vita (Money or My Life) è un cortometraggio muto del 1922 diretto da Ben F. Wilson.

## Produzione
Il film fu prodotto dalla Radio Comedies, una piccola compagnia condotta dall'attore e produttore Ben F. Wilson. La società restò attiva solo nel 1922, anno in cui produsse quattro pellicole. Tutti i film furono diretti dallo stesso Wilson e interpretati da Cecil Spooner, nota attrice teatrale femminista.

## Distribuzione
Il film uscì nelle sale cinematografiche statunitensi il 9 ottobre 1922, distribuito dalla Federated Film Exchanges of America. In Italia venne distribuito dalla Unity Film nel 1926/27.